# Loek den Edel
Simon Johannes (Loek) den Edel (Boskoop, 1 december 1933 – Sittard, 1 augustus 2022) was een Nederlands voetballer.

## Leven
Den Edel groeide als zoon van chauffeur Simon Johannes den Edel en Barbara Petronella Elizabeth Speelmans op in Boskoop en vanaf 1940 aan de Retiefstraat 41 te Amsterdam.
Loek den Edel speelde vanaf 12 december 1954 in de jaren vijftig bij Ajax als aanvaller. Zijn debuut vond plaats als invaller voor de geblesseerde Rinus Michels in een wedstrijd tegen Be Quick 1887. In het seizoen 1955/1956 was hij van doorslaggevende betekenis in de wedstrijd tegen Excelsior. Ajax won met 6-4, vier doelpunten met een hattrick in zes minuten en twee assists van Den Edel. Na de introductie van het professionele voetbal scoorde hij op 2 september 1956 de eerste treffer voor de Amsterdamse club in de eredivisie tegen NAC. Overigens waren diezelfde Rinus Michels, Piet van der Kuil en Wim Bleijenberg daarbij aangevers. In de competitie speelde hij tussen 1945 (inclusief opleiding) tot 1959 in totaal 101 wedstrijden voor Ajax, waarin hij 55 maal scoorde. In 1957 maakte hij samen met onder andere Sjaak Swart uit van het elftal dat de eerste Europacup wedstrijd speelde. Zijn laatste wedstrijd speelde Loek den Edel voor Ajax op 8 maart 1959 tegen PSV. Na zijn Ajax-periode speelde Den Edel een seizoen voor Alkmaar '54, waar hij opviel door zijn daverende schot en vele blessures. Daarna verkaste hij naar het Arnhemse Vitesse. In 1960 vestigde hij zich in Heerlen en begon er een textielwinkel. De verwachting was dat hij bij een Limburgse ploeg zou gaan spelen; het bleef Vitesse.
Zijn loopbaan in het betaald voetbal beëindigde hij bij Limburgia in Brunssum.  Hij werd in seizoen 1963/1964 geplaagd door met name knieblessures waardoor hij regelmatig vanaf de bank moest toekijken.
Den Edel woonde in Hoensbroek. Hij overleed op 1 augustus 2022 op 88-jarige leeftijd.